# Los Angeles Lakers 2011-2012
La stagione 2011-12 dei Los Angeles Lakers fu la 63ª nella NBA per la franchigia. Nei play-off vinsero il primo turno con i Denver Nuggets (4-3), perdendo poi la semifinale di conference con gli Oklahoma City Thunder (4-1).

## Roster
| N° | Naz.                    | Ruolo | Sportivo          | Anno | Alt. | Peso |
| -- | ----------------------- | ----- | ----------------- | ---- | ---- | ---- |
| 0  | Stati Uniti (bandiera)  | G     | Andrew Goudelock  | 1988 | 191  | 91   |
| 1  | Stati Uniti (bandiera)  | G     | Darius Morris     | 1991 | 193  | 86   |
| 2  | Stati Uniti (bandiera)  | G     | Derek Fisher      | 1974 | 185  | 91   |
| 3  | Stati Uniti (bandiera)  | A     | Devin Ebanks      | 1989 | 206  | 98   |
| 4  | Stati Uniti (bandiera)  | A     | Luke Walton       | 1980 | 203  | 107  |
| 5  | Stati Uniti (bandiera)  | G     | Steve Blake       | 1980 | 191  | 78   |
| 6  | Stati Uniti (bandiera)  | A     | Josh McRoberts    | 1987 | 208  | 109  |
| 7  | Stati Uniti (bandiera)  | G     | Ramon Sessions    | 1986 | 191  | 86   |
| 9  | Stati Uniti (bandiera)  | A     | Matt Barnes       | 1980 | 201  | 103  |
| 14 | Stati Uniti (bandiera)  | A     | Troy Murphy       | 1980 | 211  | 111  |
| 15 | Stati Uniti (bandiera)  | A     | Metta World Peace | 1979 | 201  | 118  |
| 16 | Spagna (bandiera)       | A     | Pau Gasol         | 1980 | 213  | 113  |
| 17 | Stati Uniti (bandiera)  | C     | Andrew Bynum      | 1987 | 213  | 129  |
| 24 | Stati Uniti (bandiera)  | G     | Kobe Bryant       | 1978 | 198  | 93   |
| 27 | Stati Uniti (bandiera)  | A     | Jordan Hill       | 1987 | 208  | 107  |
| 28 | Stati Uniti (bandiera)  | A     | Jason Kapono      | 1981 | 203  | 97   |
| 88 | RD del Congo (bandiera) | A     | Christian Eyenga  | 1989 | 196  | 95   |

## Staff tecnico
- Allenatore: Mike Brown
- Vice-allenatori: Quin Snyder, Chuck Person, John Kuester, Darvin Ham, Ettore Messina
- Preparatore atletico: Gary Vitti